# Van Zandt County
Van Zandt County je okres ve státě Texas v USA. K roku 2010 zde žilo 52 579 obyvatel. Správním městem okresu je Canton. Celková rozloha okresu činí 2 225 km².